# 岐阜市立厳美小学校
岐阜市立厳美小学校（ぎふしりつ いずみしょうがっこう）は、かつて岐阜県岐阜市に存在した公立小学校。

## 概要
- 旧・山県郡厳美村の小学校であり、太郎丸・福富・石原が校区であった。1964年に春近小学校と統合し、三輪南小学校の新設により廃校。
- 厳美村の南部（加野・岩井）には加野分校が設置されていた。

## 沿革
- 1873年（明治6年） -
  - 山県郡太郎丸村に凱風舎が開校。
  - 山県郡石原村に訓蒙舎が開校。校区は石原村、森村、世保村、溝口村、中屋村、茂地村、古市場村、戸田村、側島村。
  - 山県郡福富村に寛洪舎が開校。
- 1875年（明治8年） - 訓蒙舎が得行学校、寛洪舎が寛洪学校に、凱風舎が凱風学校に改称する。
- 1877年（明治10年） - 得行学校と寛洪学校が統合し、高山学校となる。校舎は石原村字河津に新築。
- 1879年（明治12年） - 戸田村、側島村[注釈 2]が得行学校から分立し、保戸島学校が開校。
- 1886年（明治19年） -
  - 高山学校が分立し、石原尋常小学校（校区は福富村・石原村）と中屋尋常小学校（校区は森村・世保村、溝口村・中屋村・茂地村）となる。
  - 凱風学校が太郎丸簡易科小学校に改称する。
- 1888年（明治21年） - 石原尋常小学校と中屋尋常小学校が統合され、高山簡易科小学校となる。
- 1889年（明治22年）7月1日 -
  - 岩井村、加野村、太郎丸村、福富村、石原村が合併し、厳美村が発足。
  - 中屋村、古市場村、茂地村が合併し、北春近村が発足。
  - 溝口村、世保村、森村が合併し、南春近村が発足。
- 1890年（明治23年） - 高山簡易科小学校が高山尋常小学校に改称する。
- 1892年（明治25年） -
  - 　太郎丸尋常小学校と高山尋常小学校が統合され、厳美尋常小学校となる。校舎は旧・高山尋常小学校の校舎を使用。また、校区が変更され、旧・高山尋常小学校に通学していた厳美村の一部（福富・石原）は厳美尋常小学校に移る。
  - 北春近村と南春近村で学校組合を設置。旧・高山尋常小学校の校区のうち、北春近村と南春近村を校区として春近尋常小学校が開校。
- 1908年（明治41年） - 
  - 厳美尋常小学校が厳美尋常高等小学校に改称する。
  - 加野尋常小学校が厳美尋常高等小学校に統合され、厳美尋常高等小学校加野分校となる。
- 1941年（昭和16年）4月1日 - 厳美国民学校に改称する。
- 1947年（昭和22年）4月1日 - 厳美村立厳美小学校に改称する。
- 1956年（昭和31年）4月1日 -
  - 厳美村の北部（太郎丸・福富・石原）と山県村、春近村が合併し、三輪村が発足。同時に三輪村立厳美小学校に改称する。
  - 厳美村の南部（岩井・加野）は稲葉郡芥見村に編入される。同時に厳美小学校加野分校は芥見村立芥見小学校加野分校となる。
- 1961年（昭和36年）4月1日 - 三輪村が岐阜市に編入される。同時に岐阜市立厳美小学校に改称する。
- 1964年（昭和39年）3月 - 春近小学校と統合し、三輪南小学校の新設により廃校。